# Cephaloscyllium variegatum
Cephaloscyllium variegatum là một loài cá nhám hoa hiếm trong họ Scyliorhinidae, đặc hữu của Úc.